# Pheidole gauthieri
Pheidole gauthieri är en myrart som beskrevs av Auguste-Henri Forel 1901. Pheidole gauthieri ingår i släktet Pheidole och familjen myror.

## Underarter
Arten delas in i följande underarter:
- P. g. gauthieri
- P. g. oxymora